# La Santa Muerte (película)
La Santa Muerte es una película mexicana de 2007 de drama y suspenso, dirigida por Paco del Toro. Está protagonizada por Karla Álvarez y Harry Geithner. Fue estrenada el 28 de septiembre de 2007.

## Trama
Tres historias se entrelazan en un trágico final a consecuencia de la Santa Muerte. Rubí es una madre angustiada que se entera de que a su hija le quedan pocos días de vida debido a que le detectan cáncer en el cerebro, por lo que se aferra a todos los remedios posible con tal de sanarla; incluyendo la ayuda de la Santa Muerte, por lo que comienza a tener problemas con su marido Pablo. Gustavo vive en carne propia lo que es ser un desempleado más, lleno de deudas y con una novia interesada. Su amigo Mauro lo alienta a convertirse en un devoto de la Santa Muerte, por lo que estará obligado a rendirle culto de por vida. Elena es la clásica esposa hogareña que se desvive por atender a su marido Mauricio, quien la engaña con su mejor amiga, por lo que ella acudirá a la Santa Muerte.

## Reparto
- Wendy Braga como Cecilia
- Ana Sofía Camacho como Perlita
- Julio Casado como Gustavo
- Franco Gala
- Harry Geithner como Pablo
- Germán Gutiérrez
- Jose Luis Huerta como Roco
- Ramiro Huerta como Mauricio
- Ana María Jacobo
- Eva Prado como Elena
- Rafael de Quevedo
- Rodrigo René
- Amaranta Ruiz como Raquel
- Déborah Ríos
- Mario Zaragoza como Mauro
- Karla Álvarez como Rubí